# Anna Głowacka (lekkoatletka)
Anna Głowacka (ur. 26 września 1976) – polska lekkoatletka, (sprinterka), medalistka mistrzostw Polski, reprezentantka kraju.

## Kariera sportowa
Była zawodniczką UNTS Warszawa.
Jej największym sukcesem w karierze był brązowy medal mistrzostw Europy juniorów w 1995 w sztafecie 4 × 100 metrów, z wynikiem 45,56 (z Magdaleną Kamińską, Justyną Dybowską i Aurelią Trywiańską). Na tych samych zawodach startowała także w biegach na 100 metrów i 200 metrów, odpadając w półfinałach (w biegu na 100 metrów z czasem 11,96, w biegu na 200 metrów z czasem 24,45). Trzykrotnie reprezentowała Polskę na zawodach Pucharu Europy, w sztafecie 4 × 100 metrów – 1995 zajęła 8. miejsce w zawodach Superligi, w 1996 3. miejsce w zawodach 1. Ligi, w 1997 1. miejsce w zawodach 1 Ligi.
Na mistrzostwach Polski na otwartym stadionie zdobyła dwa medale w 1996 – srebrny w biegu na 200 metrów i brązowy w biegu na 100 metrów. W tym samym roku zdobyła również dwa medale brązowe halowych mistrzostw Polski seniorek – w biegu na 60 metrów i w biegu na 200 metrów.
Rekordy życiowe:
- 100 metrów: 11,54 (26.05.1996)
- 200 metrów: 24,13 (10.06.1995)